# Zsitvaszentmárton
Zsitvaszentmárton (szlovákul Martin nad Žitavou) község Szlovákiában, a Nyitrai kerület Aranyosmaróti járásában.

## Fekvése
Aranyosmaróttól 2 km-re északnyugatra, a Zsitva jobb partján fekszik.

## Története
A falu első írásos említése 1272-ben történt "Zenthmarthon" alakban. Az 1332 és 1337 között kelt pápai tizedjegyzékben egyháza "Sanctus Martinus" alakban szerepel. 1386-tól Gímes várának uradalmához tartozott, mely akkor Forgách Balázs birtoka volt. Forgách Zsigmond hűtlensége miatt a császár a birtokot elvette és 1718-ban az aranyosmaróti uradalomhoz csatolta. 1564-ben, 1663-ban és 1668-ban felégette a török. 1536-ban 6 portája adózott. 1601-ben 18 házat számláltak a faluban. 1720-ban 7 volt az adózók száma. A falu templomát a lebontott román kori templom közelében, 1792-ben Migazzi Kristóf érsek építtette. 1828-ban 30 házában 182 lakos élt.
Vályi András szerint "SZENT MÁRTON. Tót falu Bars Várm. földes Ura Gr. Migazzi Uraság, lakosai katolikusok, fekszik Nagy-Szelecsénhez nem meszsze, mellynek filiája; határja középszerű."
Bars vármegye monográfiája szerint "Szentmárton, Aranyosmarót közelében fekvő tót kisközség, 310 róm. kath. vallású lakossal. E községet a pápai tizedszedők jegyzéke szintén említi. 1386-ban Ghymes várának tartozéka volt és a Forgách család volt az ura. Később a maróti uradalomhoz csatoltatott és annak urai birtokában maradt mindvégig. 1663-ban a törökök ezt a községet is feldúlták. Kath. templomát 1700-ban gróf Migazzi Kristóf érsek építtette. A község 1884-ben és két évvel később is teljesen leégett. Postája Nagyszelezsény, távirója és vasúti állomása Aranyosmarót."
A trianoni békeszerződésig Bars vármegye Aranyosmaróti járásához tartozott.

## Népessége
| Év:            | 1994. | 2004.   | 2014.   | 2024.    |
| -------------- | ----- | ------- | ------- | -------- |
| Emberek száma: | 503   | 532     | 527     | 583      |
| Eltérés:       |       | +5,76 % | -0,93 % | +10,62 % |

| Év:            | 2023. | 2024.   |
| -------------- | ----- | ------- |
| Emberek száma: | 568   | 583     |
| Eltérés:       |       | +2,64 % |

1880-ban 240 lakosából 7 magyar és 227 szlovák anyanyelvű volt.
1890-ben 257 lakosából 4 magyar és 251 szlovák anyanyelvű volt.
1900-ban 310 lakosából 4 magyar és 305 szlovák anyanyelvű volt.
1910-ben 350 lakosából 15 magyar, 1 német és 334 szlovák anyanyelvű volt. Ebből 347 római katolikus, 2 izraelita és 1 görög katolikus vallású volt.
1921-ben 329 lakosából 5 magyar, 1 egyéb és 323 csehszlovák volt. Ebből 323 római katolikus, 5 evangélikus és 1 egyéb vallású volt.
1930-ban 367 lakosa mind csehszlovák volt.
1970-ben 531 lakosa mind szlovák volt.
1980-ban 534 lakosából 533 szlovák volt.
1991-ben 500 lakosából 497 szlovák volt.
2001-ben 530 lakosából 2 magyar 526 szlovák volt.
2011-ben 519 lakosából 495 szlovák.

## Nevezetességei
- Szent Márton tiszteletére szentelt római katolikus temploma 1792-ben épült késő barokk stílusban, a régi temető helyén. 1890-ben új harangtornyot építettek hozzá.

## Külső hivatkozások
- Hivatalos oldal
- E-obce.sk Archiválva 2013. június 7-i dátummal a Wayback Machine-ben
- Községinfó
- Zsitvaszentmárton Szlovákia térképén Archiválva 2008. március 13-i dátummal a Wayback Machine-ben
- Zsitvaszentmárton a Via Sancti Martini honlapján